# Bütykösgyíkfélék
A bütykösgyíkfélék (Xenosauridae) a hüllők (Reptilia) osztályába, a pikkelyes hüllők (Squamata) rendjébe és a gyíkok (Sauria) alrendjébe tartozó család.

## Rendszerezés
A családba 2  nem és 5 faj tartozik.
- Shinisaurus (Ahl, 1930) - 1 faj
  - krokodilfarkú bütykösgyík (Shinisaurus crocodilurus)

- Xenosaurus (Peters, 1861) - 4 faj
  - Xenosaurus grandis
  - Newman-bütykösgyík (Xenosaurus newmanorum)
  - Xenosaurus platyceps
  - Xenosaurus rectocollaris